# Куэва Тамарис, Агустин
Агустин Куэва Тамарис (исп. Agustín Cueva Tamariz; 18 сентября 1903 — 23 апреля 1979) — эквадорский педагог, профессор, психиатр. Доктор медицины. Брат Карлоса Куэвы Тамариса.

## Биография
Учился в христианской школе Сан-Хосе и колледже имени Бенигно Мало, где получил степень бакалавра в 1921 г. Затем поступил в Университет Куэнки, где после окончания в 1928 году защитил докторскую диссертацию по медицине .
В течение 10 лет преподавал естественные науки в колледже имени Бенигно Мало. С 1935 года заведовал кафедрой литературы на факультете философии в Университете Кито. В 1941 году начал читать курс лекций по судмедэкспертизе и судебной психиатрии в Университете Куэнки.
Публиковал статьи в различных газетах и журналах Эквадора.
В 1944 году напечатал свою первую большую работу «Semblanzas Biotipológicas», которая выдвинула его на первый план своими глубокими знаниями в области психиатрии, и с которой началась многолетняя научно-исследовательская работа Куэвы Тамариса.
Им написаны «Программы судебной медицины и судебной психиатрии» (1945), «Психопатология Ницше» (1950), «Биологические идеи отца Солано» (1954), «Почитание Зигмунда Фрейда» (1956), «Дарвин, Гигантские эволюции» (1960), «Люди и идеи» (1965), «Эволюция психиатрии в Эквадоре» и «Человеческие глубины» и другие.
Он также опубликовал ряд эссе.
Агустин Куэва Тамарис погиб в авиакатастрофе 23 апреля 1979 года во время путешествия из Кито в Куэнка (Эквадор).